# Kaʻiana
Ka'iana, également connu sous le nom de Keawe-Ka'iana-a-'Ahu'ula, (né environ en 1755 et mort en 1795), était un guerrier hawaïen et aliʻi (en) de Puna, qui s'est retourné contre Kamehameha I en 1795 lors de sa conquête d'Oahu et s'est ensuite rangé du côté du dirigeant de l'île, Kalanikūpule (en).

## Biographie

### Origines
Bien que le lieu de naissance de Kaʻiana soit inconnu, il est probable qu'il ait grandi à Oahu.

### Bataille de Nuʻuanu
En 1795, Ka'iana et son frère reçurent l'ordre de Kamehameha I de le rejoindre dans sa campagne contre Kalanikūpule (en), l'ali'i nui de Maui et O'ahu et le fils et successeur de Kahekili II. Kaʻiana et Nāhiʻōleʻa répondirent à l'appel, mais Nāmākēhā ignora la convocation.
Avant la bataille de Nuʻuanu (en), Ka'iana et Nāhiʻōleʻa ont été exclus d'une réunion de planification à Kaunakakai, sur l'ile de Molokaʻi,.
Prenant cela comme un présage qu'il allait être tué, il fit défection avec les 3 500 soldats qu'il commandait et rejoignit Kalanikūpule (en). Cela a réduit l'armée de Kamehameha I de 16 000 à environ 13 000 hommes, mais ils étaient toujours plus nombreux que les forces de Kalanikūpule, même avec l'ajout des guerriers de Kaʻiana. 
Kalanikūpule (en) et Kaʻiana sont tués pendant la bataille de Nuʻuanu en 1795.

## Dans la culture populaire

### Télévision
- Il est interprété par Jason Momoa dans la série télévisée américaine Chief of War (2025)[4],.